# トーマス・シューマッハ
トーマス・シューマッハ（Thomas Schumacher, 1972年4月13日 - ）は、ドイツ・ブレーメン出身のテクノミュージシャン、DJ。現在は、ベルリンを活動の拠点としている。
90年代初期から地元ブレーメンでDJとして活動していたが、1996年から1997年にかけてイギリスの名門テクノレーベルBushからリリースした作品がヒットし広く知られるようになった。以後、BushやSuperstition、Get Physical Musicといったレーベルから数多くのフロアトラックをリリースする傍ら、自身のレーベルとしてSpiel-Zeug Schallplattenを運営している。
リミキサーとしての活動も多く、DJ HellやThomas P. Heckmann、Pascal F.E.O.S.などのテクノアーティストをはじめ、Afrika BambaataaやA-Ha、電気グルーヴといった様々なアーティストの楽曲のリミックスに携わっている。
また、Elektrochemie LKやSouthampton Ltd.といった別名義や、Stephan Bodzin、Caitlin DevlinとのユニットElektrochemieとしての活動も行っている。

## 代表作
- Ficken?（1996）
- When I Rock（1997）
- Schall（1999）
- Tek 29（2000）